# Junior Sylvestre
Johnior „Junior“ Sylvestre (* 27. Dezember 1991) ist ein ehemaliger US-amerikanischer American-Football- und Canadian-Football-Spieler. Er spielte auf der Position des Linebackers.

## Karriere
Sylvestre spielte von 2011 bis 2014 College Football an der University of Toledo für die Toledo Rockets. Bereits als Freshman sah er in allen 13 Spielen Einsätze, in denen er 19 Tackles setzte und einen Fumble eroberte. Auch 2012 spielte er in allen 13 Spielen, in fünf davon als Starter, wobei er 49 Tackles setzen konnte. Als Junior konnte er 119 Tackles setzen und zudem fünf Sacks erzielen. Er eroberte zudem drei Fumble, wovon er zwei zu einem Touchdown zurücktrug. Für seine Leistungen wurde er ins first-Team All-MAC gewählt. In seinem letzten Jahr erzielte er 100 Tackles und wurde erneut ins first-Team All-MAC gewählt.
Nachdem Sylvestre im NFL Draft 2015 nicht ausgewählt wurde, verpflichteten ihn die Indianapolis Colts aus der National Football League (NFL). Nach einer Knöchelverletzung im letzten Preseasonspiel wurde er von den Colts auf der Injured Reserve List platziert. Am 28. August 2016 wurde er entlassen.
Am 7. April 2017 wurde Sylvestre von den Buffalo Bills verpflichtet. Am 15. Mai 2017 wurde er entlassen.
Am 12. August 2017 verpflichteten die Miami Dolphins Sylvestre. Am 2. September 2017 wurde er im Rahmen der finalen Kaderverkleinerung entlassen.
Ende Februar 2018 gaben die Hamilton Tiger-Cats aus der Canadian Football League die Verpflichtung Sylvestres bekannt. Am 27. Mai 2018 verkündeten die Tiger-Cats den Rückzug Sylvestres vom Profisport.